# عمارة فائقة التكنولوجيا
التكنولوجيا الفائقة أو هاي تيك (بالأنجليزية: High-tech architecture) أو (Late Modernism) طراز معماري ظهر في سبعينيات القرن العشرين والذي تضمن عناصر الصناعة والتكنلوجيا الفائقة الحديثة في مجال تصميم المباني.
وجدت العمارة فائقة التكنولوجيا بعد مرحلة تجديد الحداثة، امتدادا للأفكار السابقة، وأسهمت الانجازات التكنولوجية بتقدمها. لتكون جسر بين الحداثة وما بعد الحداثة فهناك مناطق مجهول هويتها المعمارية فالمكان الذي يوجد فيه فئة منهم تنتهي الأولى وتبدأ الأخرى. وفي الثمانينات أصبحت عمارة High-Tech أكثر صعوبة في تمييزها عن عمارة ما بعد الحداثة لان العديد من افكارها ضمت إلى افكار ما بعد الحداثة المعمارية ومدارسها.

## التأسيس

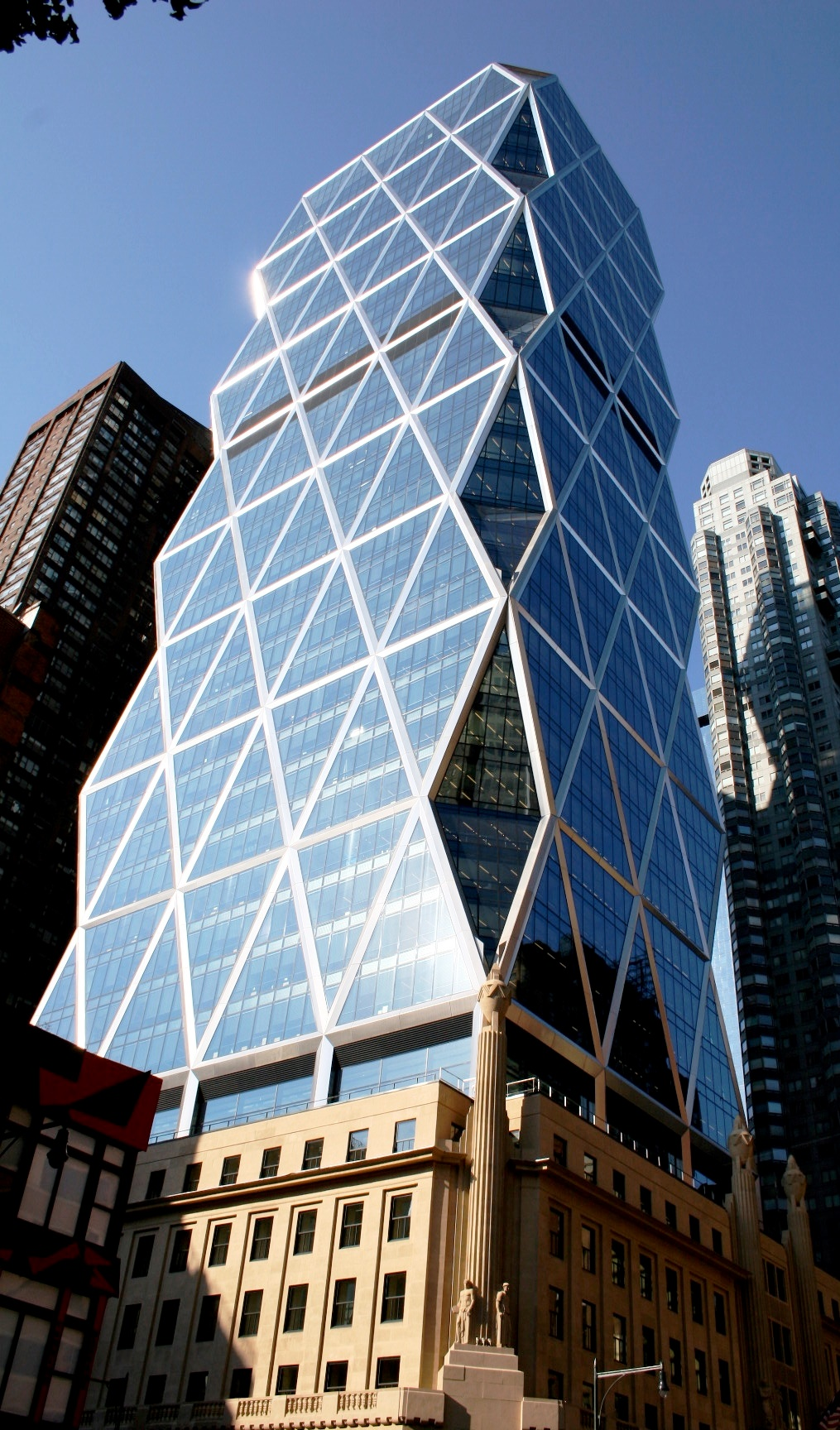
مبنى Hearst Tower في نيويورك - للمعماري نورمان فوستر

تيار «التقنية المتقدمة» High –Technology، المعروف اختصارا بالهاي – تيك " High-Tech"، من أكثر تيارات عمارة ما بعد الحداثة انتشارا وحضورا في الخطاب المعماري المعاصر، ليس لانه فقط يجعل من
مقاربته المميزة وأسلوبه الخاص بمثابة «قطيعة» معرفية مع بقية المقاربات التصميمية المعروفة سابقا ً، تلك المقاربات التي ما لبثت ان ظهرت بشكل فجائي وسريع على مسرح المشهد المعماري الحداثي مؤخرا ً، وانما أيضا بسبب تقبل طروحاته بسهولة من لدن مصممين مختلفين ينتمون إلى مناطق جغرافية متباينه ذات خلفيات ثقافية متنوعة، وقد ساهم ذلك كله في تكريس حضوره في الممارسة المعمارية المعاصرة كاحد التيارات المعمارية الهامة في المشهد المعماري العالمي؛ هذا عدا عن اعتماده بصورة واضحة ومباشرة
وصريحة على اخر مستجدات النجاحات التقنية، ما جعل منه تيارا معماريا مقبولا وشائعا يدرك من قبل الجميع كون منتجه يعكس بوضوح " image " عمارة ما بعد الحداثة ورمزها التصميمي في عصرنا الراهن.

### معلومات أساسية
شُيدت المباني في هذا النمط المعماري بصورة رئيسية في أوروبا وأمريكا الشمالية. بعد تدمير العديد من المباني التاريخية في أوروبا خلال الحرب العالمية الثانية ، كان إصلاحها مسألة صعبة. فكان على المهندسين المعماريين أن يقرروا ويختاروا بين تكرار العناصر التاريخية أو الاستعاضة عنها بعناصر جديدة ومواد حديثة وعلم الجمال.
تأثرت المجتمعات بالتقدم العلمي والتكنولوجي الذي حدث في السبعينيات من القرن الفائت. وكان الفضاء قد بلغ ذروته في عام 1969 مع نيل أرمسترونغ  عندما هبط على سطح القمر، وجاء هذا إلى جانب التطورات العسكرية المفرطة بين الدول. كل هذه الأسباب ادت إلى التفكير في العديد مما يمكن تحقيقه من ذلك التقدم التكنولوجي. لتصبح الأدوات التكنولوجية هي الرؤية المشتركة للشعوب بسبب استخدام نماذج كالممرات المنحدرة، وشاشات عرض الفيديو والسماعات، والسقالات الميكاميكيه المستخدمة بالبناء. هذه التكنولوجيا المعمارية الفائقة أصبحت اليوم ملموسه للشخص العادي.

### الاسم
نال هذا النمط المعماري اسمه من كتاب "High Tech: The Industrial Style and Source Book for The Home"، والذي كتبه المصممان والصحفيان Joan Kron و Suzanne Slesin ونُشر في تشرين الثاني / نوفمبر 1978. الكتاب، يوضح من خلال مئات من الصور كيف وظف المصممين والمهندسين المعماريين وأصحاب المنازل الأشياء الكلاسيكية الصناعية بين رفوف المكتبة، الكيماوية والزجاج والمعادن لوحة سطح السفينة، مطعم العرض، ومصنع مدرج المطار مصابيح المحرك 'لحاف، والسجاد الصناعي وما بين صناعية وجدت في هذه الفهارس، ووضع لاستخدامها في المؤسسات الايوائية.
ونتيجة للدعاية وشعبية الكتاب، على غرار تزيين أصبح يعرف باسم High-Tech أي «التكنولوجيا المتقدمة»، وتسارع للدخول التي لا تزال غامضة لمصطلح «التكنولوجيا العالية» في اللغة اليومية. وفي عام 1979، كإن مصطلح التكنولوجيا الفائقة High-Tech قد بدأ للمرة الأولى في مجلة نيويوركر من خلال الرسم الكاريكاتوري الذي تظهر به امرأة توجه اللوم لزوجها لعدم كونه يتحلى بالتكنولوجيا الفائقة بما فيه الكفاية..
بدأت بعدها تبرز High-Tech في الديكور من خلال تصميم النوافذ والأثاث المكتبي. ولكن ينبغي أن ينسب الفضل إلى متجر على شارع 64 وجادة لكسنغتون في نيويورك، المخصصة لأدوات المطبخ، الذي افتتح في عام 1977، لتسويق هذه الأشياء للجمهور قبل أي شخص آخر.الكتاب ومضى ليكون طبع في إنكلترا، فرنسا، واليابان، وشملت كل طبعة على دليل لمصادر محلية للأجسام المعمارية.

## الأهداف

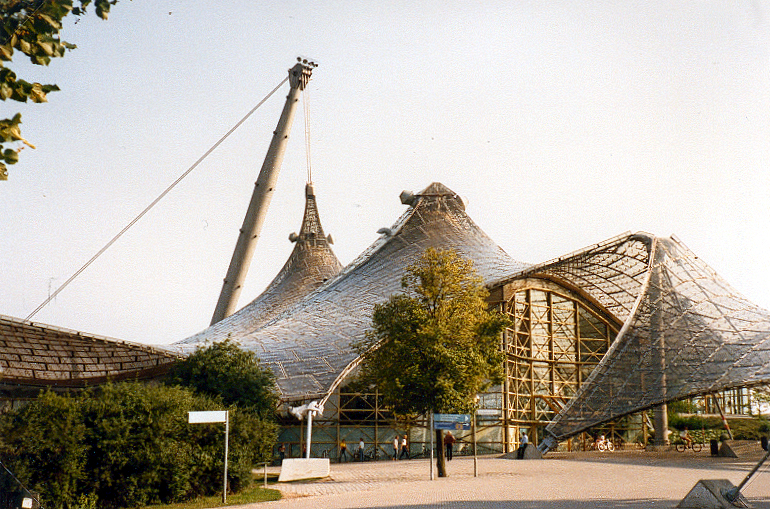
ستاد ميونخ الأولمبي - للمعماري غونتر بينش

كانت عمارة التكنولوجيا الفائقة High-Tech، في بعض النواحي، استجابة لتزايد خيبة الأمل للهندسة المعمارية الحديثة. خلقت التكنولوجيا الفائقة بنية جديدة وجمالية في المقابل مع معيار عمارة الحداثة.
قام كرون وسليزن بمزيد من الشرح للمصطلح "High-Tech" واحدة تستخدم في الأوساط المعمارية لوصف عدد متزايد من المساكن والمباني العامة، وتتعرض أنابيب، بحث التكنولوجية". ليست هناك حاجة إلى أن ننظر إلى أبعد من روجر بومبيدو مركز مثالا على ذلك. هذا يبرز واحد من أهداف التكنولوجيا الفائقة والعمارة، ويفخر به العناصر التقنية للبناء بإعطائها طابعا خارجيا.وهكذا، فإنها تهيئة الجوانب التقنية والجمالية للمبنى.
للتصميم الداخلي كان هناك اتجاه للاستخدام الصناعي سابقا الأجهزة المنزلية الأشياء، مثل الأكواب كما والمزهريات لالزهور. وكان ذلك بسبب بهدف الاستخدام الصناعي والجمالي. وكان هذا يساعده على تحويل المساحات الصناعية السابقة إلى المساحات السكنية. التكنولوجيا الفائقة الهيكل تهدف إلى إعطاء كل شيء مظهر صناعي.
وثمة جانب آخر لأهداف التكنولوجيا الفائقة High-Tech أنه كان من المعتقد في تجديد قوة التكنولوجيا لتحسين العالم. ويتضح هذا بصورة خاصة في خطط كنزو تانغ للمباني من الناحية التقنية المتطورة في اليابان حيث فورة ما بعد الحرب في الستينات، ولكن قلة من هذه الخطط بالفعل أصبحت مباني. على العموم، تهدف عمارة التكنولوجيا الفائقة High-Tech إلى تحقيق الصناعية الجديدة والجمالية، وإعادة الهيكلة التي تقوم بها تجدد الثقة في التقدم للتكنولوجيا.

## خصائص

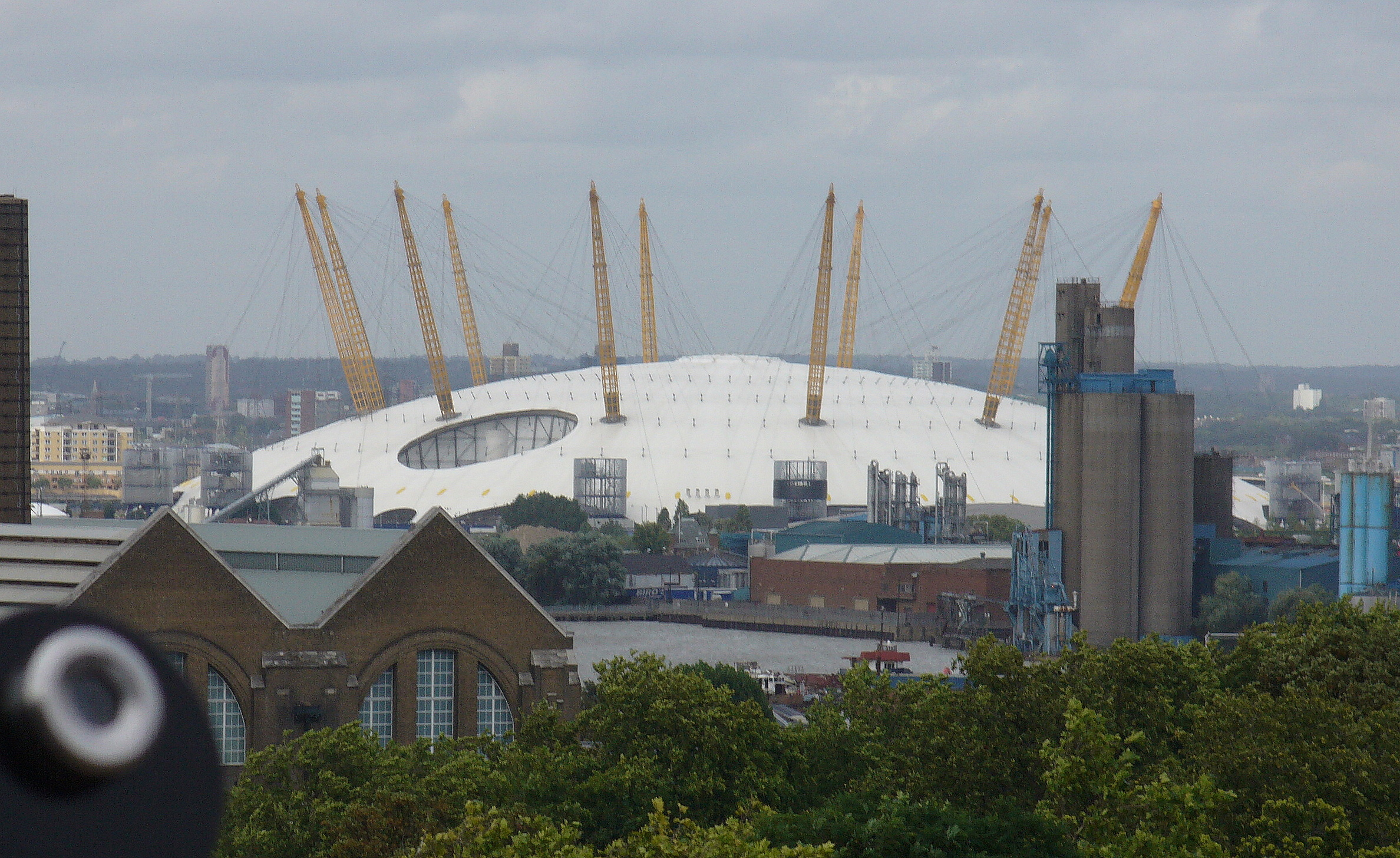
قبة الألفية في لندن - للمعماري ريتشارد روجر

لقد اختلفت خصائص عمارة التكنولوجيا الفائقة فيما بينها بعض الشيء، ومع ذلك قد أبرزت جميع العناصر التقنية. وشملت عرض بارز للبناء التقني والعناصر الفنية، وترتيب منظم واستخدام العناصر الجاهزة.الجدران والزجاج والفولاذ الأطر أيضا بشعبية هائلة.
تعتبر الملامح التقنية بشكل واضح للتباهى، وكان إخراجها، في كثير من الأحيان إلى جانب تحميل الهياكل. لا يمكن أن يكون هناك مثال اوضح من مركز جورج بومبيدو في باريس، حيث التهوية والمسالك كلها تظهر بشكل بارز إلى الخارج. وكانت هذه تصاميم جذرية، كما أن أنابيب التهوية السابقة كانت مخبأة على عنصر من داخل المبنى. وسائل الوصول إلى بناء أيضا ظاهرة إلى الخارج، حيث يوجد أنبوب كبير يسمح للزوار بدخول المبنى.شكل المبنى من الخارج يشبه قواعد الصواريخ أو المنصات. وقد قوبلت عمارة المبنى في بدء ظهورها بموجة من التعليقات القاسية والاوصاف غير المعتادة نظرا لغرابة لغة عمارته وجسارة منطلقات معماريه وجرأتهم في تأويل مرجعيتهم التصميمية؛ لكن المبنى الذي ُشبه اولا بـ " مصنع لتكرير
النفط " تهكما وسخرية من أسلوب عمارته، بدأ يحظى تدريجيا على اعجاب وتقبل الناس: زواره العديدون ومشاهدو عمارته المميزة. وبدت النقاشات الصاخبة والاراء المتضادة التي اثيرت حول عمارته في بدء ظهوره باعثا مضافا لتكريس حضوره واهميته في سياق عمارة البيئة المبنية وانتشار صيته التصميمي كحدث ثفافي بامتياز.
يميز الأبنية ذات التكنلوجيا الفائقة التنظيم بطريقة منطقية، بحيث تكون مصممة لإبقاء الوظيفية جوهر أساسي في الموضوع، وهذا يتجلى بوضوح عند نورمان فوستر في مبنى بنك HSBC / هونغ كونغ، حيث الفضاءات الداخلية ذات مساحة كبيرة ومفتوحة وسهلة الوصول إلى جميع الطوابق إلى حد كبير في تعزيز وظيفة المصرف. وبالإضافة إلى التكنولوجيا هي السمة الغالبة للبناء، وتصميم وظيفيا إلى حد كبير.
أيضا، عناصر من المباني تتوزع بدقة عاليه جدا وترمي إلى تحقيق أقصى قدر من أجل ترتيب منطقي لحل مشكلة احتياجات المصرف، ويمكن ملاحظة ذلك في مستويات الهيكل وفي السلالم المتحركة.

## المسار التطوري

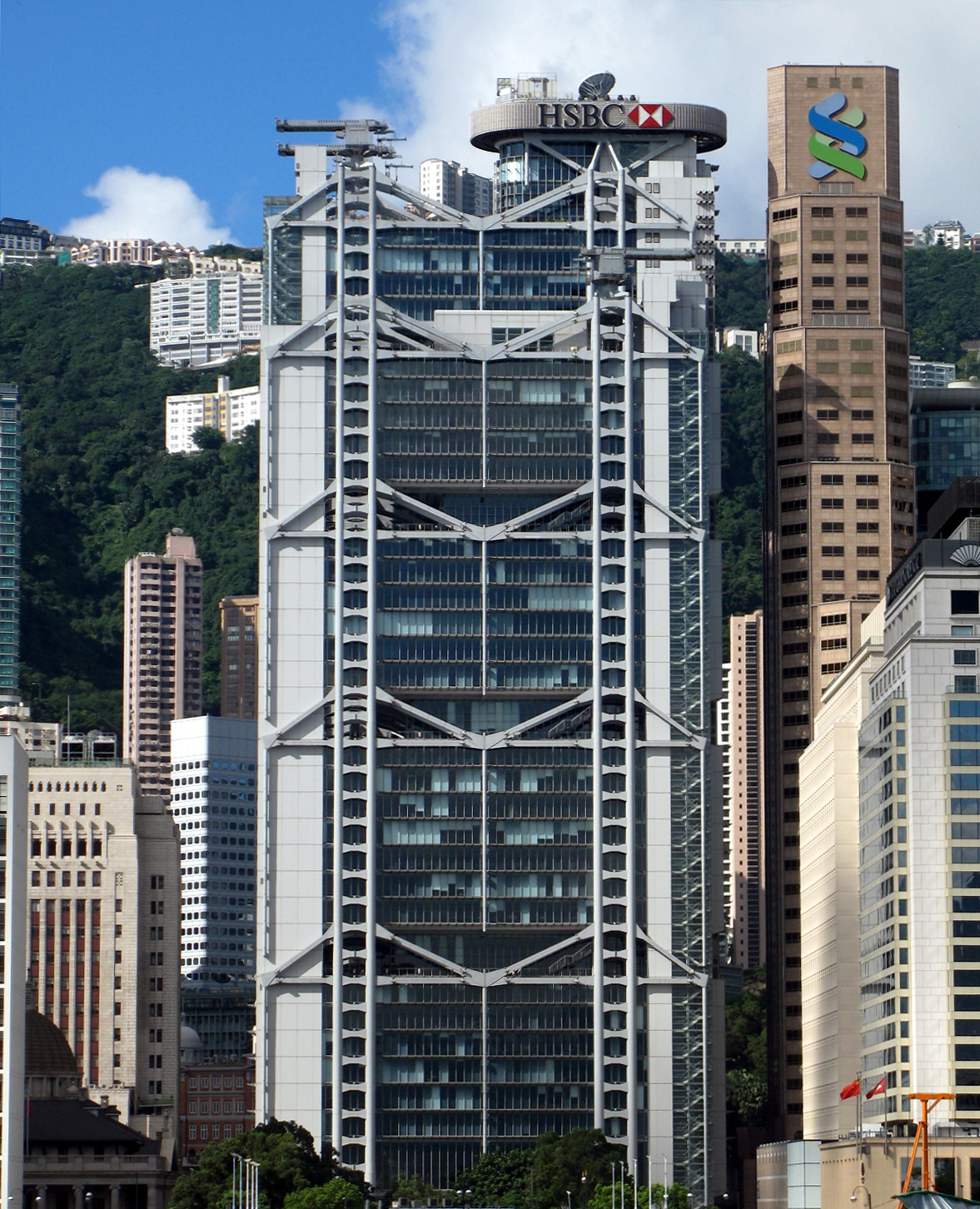
مقر بنك HSBC في هونغ كونغ - للمعماري نورمان فوستر

لقد عبر المسار التطوري الذي سلكه «الهاي – تيك» عن نفسه، وتحدد لاحقا ضمن مقاربتين اثنتين شهدتهما الممارسة المعمارية العالمية
- اولهما: نزوع المصممين المشتغلين ضمن اطار مفهوم «الهاي – تيك» إلى تعقيد متقصد لكتلة المبنى الخارجية عبر التشديد على حضور توابع تكنولوجية ثانوية ولواحق تركبية غير أساسية.
- والثاني: يكمن في تطلع المصممين إلى تكريس وضوح تكتونية المبنى وصفاء كتلته المبتدعة.

ويمثل الأسلوب الأول بعد ترسيخ نهج عمارة مركز بومبيدو للفنون في الممارسة المعمارية، وتقبل مقترب «الهاي – تيك» من قبل مصمممين كثر؛ «مبنى شركة للويد للتأمين» لندن / المملكة المتحدة (1979-84) المعمار ريتشارد روجر (1935) –أحد المصممين الأساسين لمركز جورج بومبيدو الباريسي.
اما المقترب الثاني لمسار عمارة «الهاي – تيك»، فيمكن ان يجسده المبنى الذي صممه المعمار الإنكليزي " سير نورمان فوستر (1935)، والخاص بمبنى " مصرف HSBC " في هونغ كونغ (1979-1986)، حيث تأسس المنظومة الانشائية للمصرف التي بها تكتسي عمارة المبنى سماتها الخاصة والاستثنائية من نظام الاعمدة والجسور، بيد ان هذا النظام مصاغ، هنا بالمصرف، بشكل مميز لا يماثل شبيهه من التراكيب المألوفة.
في النصف الثاني من تسعينات القرن الماضي، بدا وكأن المقاربة الثانية من مسار «الهاي – تيك» تحرز اهتماما وتعاطفا جديا من قبل كثر من المصممين العاملين وفقا طروحات ذلك التيار المعماري. وحتى " ريتشارد روجر نفسه الذي اتسمت أعماله " الهاي – تيكويه " الأولي في سبعينات وثمانينات القرن الماضي بانتمائيه واضحة إلى المسار الأول، عبر أعمال انطوت على تعقيد " الفورم " التصميمي، بات في الفترة الأخيرة أكثر تعاطفا مع المسار الثاني، وغدت لغته التصميمية تنحو نحوا تكوينيا واضحا ودقيقا. ولعل تصميمه لمبنى " المحكمة الاوربية لحقوق الإنسان " في مدينة ستراسبورغ بفرنسا (1989-1995) يعكس تلك التطلعات الجديدة.

## أهم روادها
- نورمان فوستر
- رينزو بيانو
- ريتشارد روجر
- غونتر بينش
- سانتياغو كالاترافا
- جان نوفيل

## أمثلة عنها

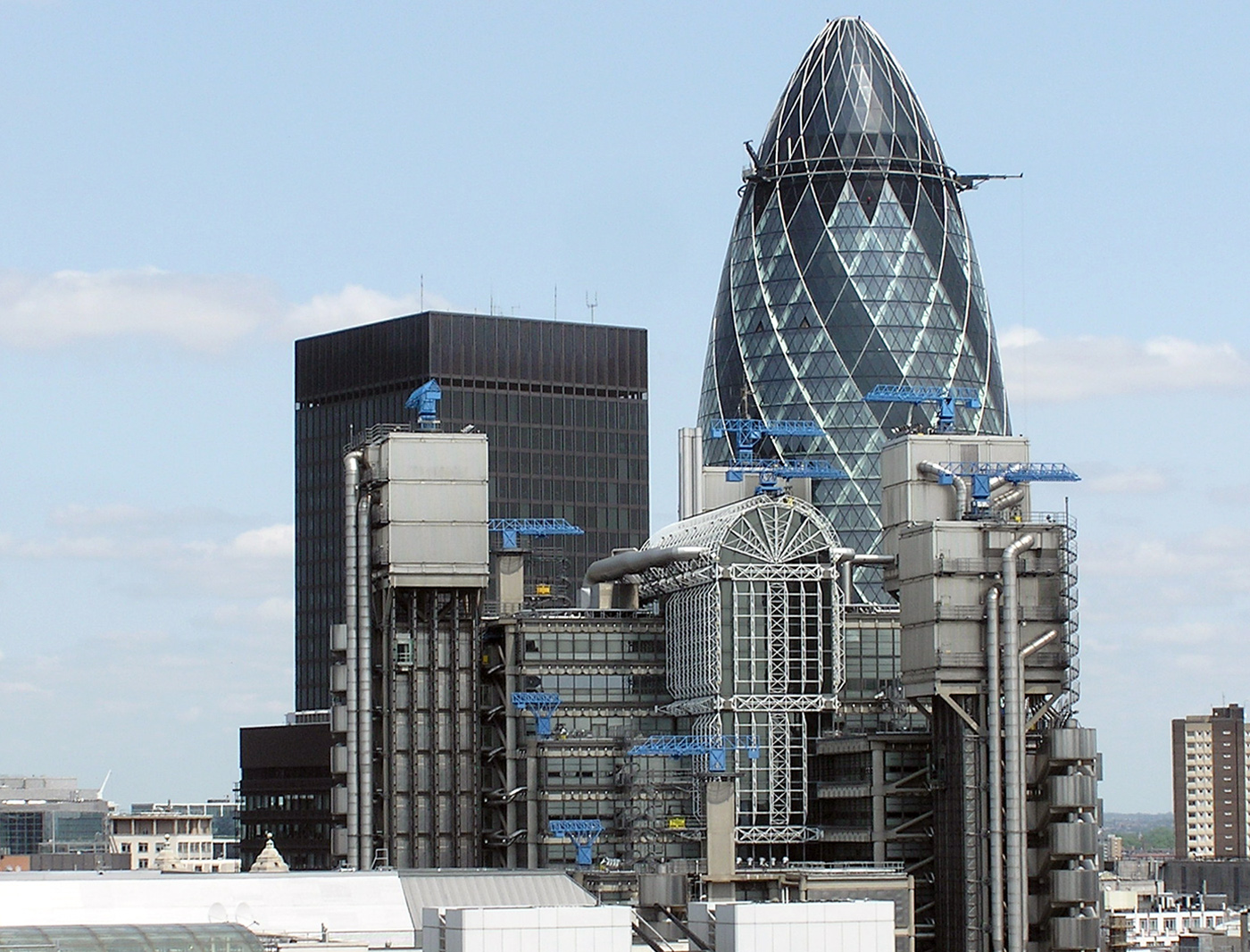
برج Lloyd وخلفه برج Swiss Re في لندن

هناك الكثير من المباني التي بنيت على هذا الطراز المعماري حول العالم، ولكن بشكل خاص في اوروربا وأمريكا ومن أهم هذه المباني:
- مقر HSBC - هونغ كونغ
- برج التلفزيون - براغ
- ميدان الكريكيت - لندن
- مركز جورج بومبيدو - باريس
- قبة البرلمان الألماني Reich Stag - برلين
- مبنى Swiss Re - لندن
- مبنى قاعة المدينة City Hall - لندن
- مبنى Hearst Tower - نيويورك
- مبنى متحف NEMO - أمستردام
- مبنى مركز الأبحاث IRCAM - باريس
- مبنى برج Lloyd - لندن
- الملعب الأولمبي - ميونخ
- قبة الألفية - لندن